# Maksymilian von Rodakowski
Maksymilian Ritter von Rodakowski (ur. 9 kwietnia 1825 we Lwowie, zm. 12 grudnia 1900 w Grazu) – tytularny marszałek polny porucznik cesarskiej i królewskiej Armii.

## Życiorys
Urodził się w rodzinie lwowskiego adwokata Pawła Rodakowskiego oraz Marii z niemieckiej rodziny kupieckiej Singerów. Był bratem malarza Henryka, prawnika Zygmunta, oraz generała Józefa.
Kształcił się w Akademii Inżynieryjnej w Wiedniu. W szkole tej nauki nie ukończył, gdyż 16 października 1843 wstąpił do 4 pułku ułanów jako kadet. Kampanie 1848  odbył we Włoszech, gdzie  uczestniczył w tłumieniu powstania w Cremonie, wyróżnił się ponadto jako kurier między oblężoną Mantuą i kwaterą feldmarszałka Józefa Radetzkiego w Weronie. W działaniach wojennych 1849 r. udziału nie wziął z powodu choroby. Awansowany na rotmistrza, pozostał przez kilka lat w służbie liniowej. W 1857 objął dowództwo szwadronu. W 1862 awansował na podpułkownika i objął dowództwo dywizjonu. W 1863 ponownie znalazł się poza czynną służbą, pozostając w dyspozycji Ministerstwa Wojny. Rok później powrócił  do 31 pułku ułanów. Dowództwo pułku i awans na pułkownika otrzymał 16 czerwca 1866 podczas kampanii przeciw Włochom. Wsławił się, dowodzeniem szarżą 13 Galicyjskiego Pułku Ułanów w bitwie pod Custozzą 24 czerwca 1866. Jego brat Henryk w 1858 roku namalował jego portret w czasie kiedy był jeszcze podpułkownikiem ułanów. Kolejny obraz przedstawiający szarżę ułanów pod dowództwem płk. Rodakowskiego namalował malarz Ludwig Koch. Na stanowisku dowódcy 13 pułku ułanów – stacjonującego w tym okresie w Tarnopolu i Gródku Jagiellońskim – pozostał Rodakowski do listopada 1871, kiedy powierzono mu dowództwo 21 Brygady Kawalerii w Brzeżanach i  awansowano na generała majora. W styczniu 1874 objął dowództwo Brygady Kawalerii w Wiedniu, która wówczas wchodziła w skład XXV Dywizji Piechoty. Wkrótce jednak jego błyskotliwa kariera wojskowa załamała się, co nastąpiło być może w związku ze stratami, jakie poniósł podczas krachu na wiedeńskiej giełdzie w 1873 (władze wojskowe niechętnie patrzyły na oficerów angażujących się w operacje giełdowe) lub też ze względu na błędy, jakie podobno popełnił podczas manewrów. 1 maja 1876 przeniesiony został w stan spoczynku w stopniu tytularnego marszałka polnego porucznika. Jako emeryt mieszkał kolejno w Wiedniu, Stanisławowie a od  1894 w Grazu.
Był żonaty z Matyldą von Döry, z którą miał cztery córki: Marię, Gabrielę, Gizelę i Leonię oraz dwóch synów Mikołaja, komandora c.k. Marynarki Wojennej i Wiktora.

## Awanse
- kadet – 1843
- porucznik – 1844
- nadporucznik – 1847
- rotmistrz – 1850
- major – 1858
- podpułkownik – 1862

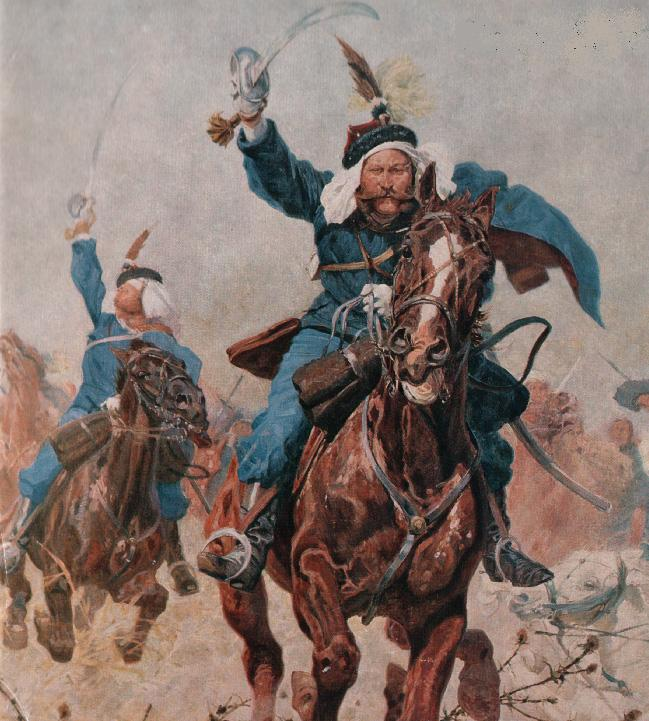
Obraz Ludwiga Kocha przedstawiający szarżę ułanów pod dowództwem płk. Rodakowskiego

- generał major – 23 kwietnia 1873[2]
- tytularny marszałek polny porucznik – 1 maja 1876[3]

## Ordery i odznaczenia
- Krzyż Zasługi Wojskowej – 1850[4]